# تولید هواگرد نظامی در جنگ جهانی دوم
تولید هواگرد نظامی در جنگ جهانی دوم (انگلیسی: World War II aircraft production)
فهرست‌های جدولی هواگرد نظامی تولید در طول جنگ جهانی دوم بر اساس کشور و سال.
| کشور                          | ۱۹۳۹   | ۱۹۴۰   | ۱۹۴۱   | ۱۹۴۲    | ۱۹۴۳    | ۱۹۴۴    | ۱۹۴۵   | مجموع   | منبع        |
| ----------------------------- | ------ | ------ | ------ | ------- | ------- | ------- | ------ | ------- | ----------- |
| ایالات متحده آمریکا           | ۲٬۱۴۱  | ۶٬۰۸۶  | ۲۶٬۲۷۷ | ۴۷٬۸۳۶  | ۸۵٬۸۹۸  | ۹۶٬۳۱۸  | ۴۹٬۷۶۱ | ۳۲۴٬۷۵۰ | [ ۲ ] [ ۳ ] |
| آلمان                         | ۸٬۲۹۵  | ۱۰٬۸۲۶ | ۱۱٬۷۷۶ | ۱۵٬۵۹۶  | ۲۵٬۵۲۷  | ۳۹٬۸۰۷  | ۷٬۵۴۰  | ۱۱۹٬۳۷۱ | [ ۳ ] [ ۵ ] |
| اتحاد جماهیر شوروی سوسیالیستی | ۱۰٬۳۸۲ | ۱۰٬۵۶۵ | ۱۵٬۷۳۵ | ۲۵٬۴۳۶  | ۳۴٬۲۴۵  | ۴۰٬۲۴۶  | ۲۰٬۰۵۲ | ۱۵۷٬۲۶۱ |             |
| بریتانیا                      | ۷٬۹۴۰  | ۱۵٬۰۴۹ | ۲۰٬۰۹۴ | ۲۳٬۶۷۲  | ۲۶٬۲۶۳  | ۲۶٬۴۶۱  | ۱۲٬۰۷۰ | ۱۳۱٬۵۴۹ | [ ۲ ] [ ۳ ] |
| ژاپن                          | ۴٬۴۶۷  | ۴٬۷۶۸  | ۵٬۰۸۸  | ۸٬۸۶۱   | ۱۶٬۶۹۳  | ۲۸٬۱۸۰  | ۸٬۲۶۳  | ۷۶٬۳۲۰  | [ ۳ ]       |
| ایتالیا                       | ۱٬۶۹۲  | ۲٬۱۴۲  | ۳٬۵۰۳  | ۲٬۸۱۸   | ۹۶۷     |         |        | ۱۱٬۱۲۲  |             |
| فرانسه                        | ۳٬۱۶۳  | ۲٬۱۱۳  |        |         |         |         |        | ۵٬۲۷۶   |             |
| مجموع                         | ۳۸٬۰۸۰ | ۵۱٬۵۳۱ | ۷۶٬۲۵۶ | ۱۲۴٬۱۷۹ | ۱۹۰٬۲۱۸ | ۲۳۱٬۸۵۲ | ۹۷٬۵۷۷ | ۸۰۹٬۶۹۳ |             |